# Сентр (округ, Пенсільванія)
Шаблон:StateAbbr_ 40°55′ пн. ш. 77°49′ зх. д. / 40.91° пн. ш. 77.82° зх. д.
Округ  Сентр (англ. Centre County) — округ (графство) у штаті  Пенсільванія, США. Ідентифікатор округу 42027.

## Історія
Округ утворений 1800 року.

## Демографія
За даними перепису 
2000 року 
загальне населення округу становило 135758 осіб, зокрема міського населення було 87322, а сільського — 48436.
Серед мешканців округу чоловіків було 69322, а жінок — 66436. В окрузі було 49323 домогосподарства, 28501 родин, які мешкали в 53161 будинках.
Середній розмір родини становив 2,95.
Віковий розподіл населення поданий у таблиці:
| Стать    | До 15 років | 15-21 | 22-29 | 30-39 | 40-49 | 50-65 | 65-85 | Понад 85 |
| -------- | ----------- | ----- | ----- | ----- | ----- | ----- | ----- | -------- |
| Чоловіки | 10368       | 14338 | 12234 | 9293  | 8782  | 8339  | 5469  | 499      |
| Жінки    | 9951        | 14488 | 8958  | 8394  | 8012  | 8524  | 6969  | 1140     |

## Суміжні округи
- Клінтон — північ
- Юніон — схід
- Міффлін — південний схід
- Гантінгдон — південь
- Блер — південь
- Клірфілд — захід

## Виноски
1. ↑  U.S. Decennial Census. United States Census Bureau. Архів оригіналу за 26 квітня 2015. Процитовано 6 березня 2015.
2. ↑  Historical Census Browser. University of Virginia Library. Архів оригіналу за 11 серпня 2012. Процитовано 6 березня 2015.
3. ↑  Forstall, Richard L., ред. (24 березня 1995). Population of Counties by Decennial Census: 1900 to 1990. United States Census Bureau. Процитовано 6 березня 2015.
4. ↑  Census 2000 PHC-T-4. Ranking Tables for Counties: 1990 and 2000 (PDF). United States Census Bureau. 2 квітня 2001. Процитовано 6 березня 2015.
5. ↑  State & County QuickFacts. United States Census Bureau. Архів оригіналу за 6 червня 2011. Процитовано 16 листопада 2013. [Архівовано 2011-06-06 у Wayback Machine.](англ.) Наведено за англійською вікіпедією.
6. ↑  American FactFinder. Бюро перепису населення США. Архів оригіналу за 26 лютого 2012. Процитовано 31 січня 2008. [Архівовано 2008-05-21 у Wayback Machine.]

| США | Це незавершена стаття з географії США. Ви можете допомогти проєкту, виправивши або дописавши її. |